# Dorothy J. Phillips
Dorothy Jean Phillips (nacida como Dorothy Jean Wingfield) (27 de julio de 1945) es una química estadounidense y directora general de la American Chemical Society. Trabajó en dicroísmo circular y bioseparación. En 1967 Phillips fue la primera mujer afroamericana en completar una licenciatura en la Universidad de Vanderbilt. 

## Biografía
Phillips creció en segregación en el sur de los Estados Unidos. Ella era una de ocho hijos. Su padre, el reverendo Robert Cam Wingfield, era un ministro bautista y su madre, Rebecca Cooper Wingfield, hacía trabajos domésticos ocasionales. De niña, las únicas personas blancas que Phillips conocía eran las que habían empleado a su madre. 
Sus padres apoyaron mucho su educación y asistieron a reuniones locales de la Asociación de Padres y Maestros Negros. Los Wingfield se volvieron más activos con el movimiento de derechos civiles después del boicot a los autobuses de Rosa Parks en 1956. Su hermano era parte de las sentadas de Nashville y su familia fue una de las primeras en integrarse en Nashville. Phillips asistió a una escuela de verano de la Fundación Nacional para la Ciencia para estudiantes afroamericanos, lo que la inspiró a estudiar química.  Ella y su novio participaron en una competencia estatal de matemáticas 'para estudiantes de color'.  Finalmente se especializó en química en la Universidad Estatal de Tennessee, pero se transfirió a la Universidad de Vanderbilt en 1966.
Si bien Phillips originalmente tenía la intención de estudiar medicina, su asesora la desanimó y creyó que no podría tener una familia y asistir a la escuela de medicina. Ella se comprometió con la hermandad Alpha Kappa Alpha y fue incluida en el Who's Who Among American High School Students. Estudió química en la Universidad de Vanderbilt, donde fue la primera mujer afroamericana en obtener un Bachillerato en Artes en 1967. Asistir a la Universidad de Vanderbilt fue la primera vez que Phillips tuvo compañeros y profesores blancos. Después de graduarse, Phillips trabajó en investigación psicofarmacéutica. Completó sus estudios de doctorado en la Universidad de Cincinnati y, nuevamente, fue la primera mujer afroamericana en Cincinnati en obtener un doctorado en bioquímica. 
En 1973 se unió a la American Chemical Society. Trabajó en el virus R17, utilizando dicroísmo circular y resonancia paramagnética electrónica para comprender la conformación de la proteína viral. Mientras investigaba el virus R17, Phillips leyó sobre el trabajo de Patrick Oriel en Dow Chemical Company, y decidió postularse.

## Carrera
Después de graduarse, Phillips se unió a la Dow Chemical Company como científico de planta. Desarrolló el dicroísmo circular y comenzó a trabajar con antibióticos y herbicidas. En Dow Chemical Company, Phillips ayudó a los estudiantes de la Universidad Estatal de Míchigan a analizar los antibióticos en la alimentación animal. Estableció cómo podrían afectar el crecimiento animal. Es responsable de varias patentes en el área, incluyendo una para mejorar la lactancia y otra para mejorar la utilización del alimento.
Se unió a Waters Corporation en 1984, donde trabajó en investigación y desarrollo hasta 1996. En Waters Corporation, Phillips fue miembro del departamento de Investigación y Desarrollo Químico, desarrollando materiales de empaque de cromatografía y bioseparaciones. Bajo su liderazgo, el equipo desarrolló los empaques de intercambio AccellPlus, que podrían usarse para separar proteínas. Comenzó a realizar consultorías para la compañía de biotecnología Millipore Corp., y empezó a viajar por el mundo para hablar sobre el trabajo de Waters Corporation. Su trabajo se expandió para incluir cromatografía líquida de alto rendimiento. Phillips también investigó moléculas pequeñas, incluido el medicamento sildenafilo. Se desempeñó como directora de marketing clínico y directora de marketing estratégico. Participó en el desarrollo de las columnas Symmetry de Waters Corporation y los cartuchos de Oasis. Después de una carrera de casi treinta años, Phillips se retiró de Waters Corporation en 2013.

### Servicio académico
En 1990 Phillips se involucró con la Sección Noreste de la American Chemical Society. Participó en el Proyecto SEED de la American Chemical Society, un esquema que permite a los estudiantes de secundaria de entornos desfavorecidos completar prácticas de verano en laboratorios de investigación. En 2013 Phillips fue nombrada directora general de la American Chemical Society. Fue reelegida en 2016 y desea utilizar su mandato para mejorar la 'globalización y diversidad' de la Sociedad. En 2017, la Universidad de Vanderbilt creó dos becas para profesores en su honor. El titular de la beca inaugural fue Renã AS Robinson.

### Premios y distinciones
Los premios y honores de Phillips incluyen: 
- 1994: Exalumnos distinguidos de la Universidad de Cincinnati[15]
- 2004: American Chemical Society Nashville Section Salute to Excellence Award[16]
- 2006: Premio de heroína no reconocida de la Universidad de Vanderbilt.
- 2006: Premio de Henry A. Hill de la sección americana del noreste de la sociedad química.[17]
- 2008: Sociedad Americana de Química Sección del Valle de Santa Clara Premio Shirley B. Radding.[18][19]
- 2008: Premio de liderazgo de Waters Corporation por contribuciones sobresalientes.[2]
- 2008: Universidad de Vanderbilt Premio Dr. Dorothy Wingfield Phillips por Liderazgo.
- 2010: Miembro de la American Chemical Society.[20]
- 2011: Premio distinguido de química del Instituto de Químicos de Nueva Inglaterra.[21]
- 2015: Vanderbilt University Dra. Dorothy J. Wingfield Phillips Cátedra Dotada.

### Vida personal
Phillips se casó dos semanas después de graduarse de Universidad de Vanderbilt. Su hermano, Robert C. Wingfield, se desempeña como Director del Programa de Conciencia y Sostenibilidad de los Tóxicos Ambientales de la Comunidad Fisk. Tiene dos hijos, Anthony y Crystal, y una hijastra llamada Vickie.